# Gasthaus Lamm (Bergen)

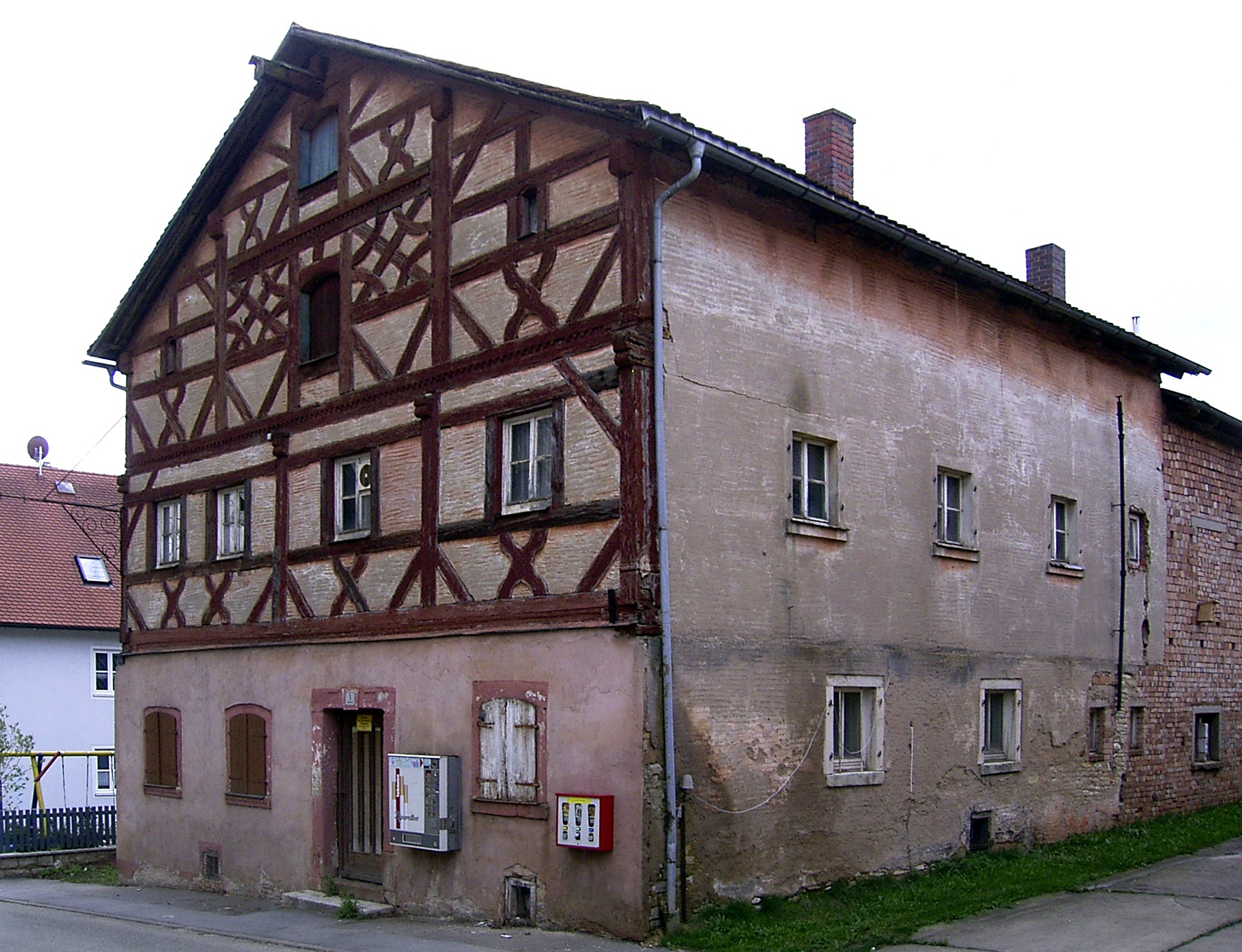
Ehemaliges Gasthaus Lamm in Bergen (2006)

Das Gasthaus Lamm in Bergen, einer Gemeinde im mittelfränkischen Landkreis Weißenburg-Gunzenhausen in Bayern, wurde 1678 errichtet. Das ehemalige Gasthaus an der Reuther Straße 1 steht auf der Liste der geschützten Baudenkmäler.
Das zweigeschossige Jurahaus ist ein giebelständiger Bau mit Flachsatteldach mit Kniestock. Das Obergeschoss und der Giebel sind in Fachwerkbauweise ausgeführt.